# 카미키 류노스케
카미키 류노스케(神木 隆之介, 1993년 5월 19일 ~ )는 일본의 배우, 성우, 유튜버이다. 사이타마현 후지미시 출신. Co-LaVo 소속.(2021년 4월에 아뮤즈에서 이적) 신장은 168cm, 혈액형은 B형이다.

## 약력
출생 초기에 중병을 경험하고, “지금 이렇게 여기에 서있다고 생각하면 기적이구나라고 생각한다”고 본인은 말하고 있다. 사무실에 어머니가 응모하여 합격했다. 1995년 CM 데뷔. 1999년, TV 드라마 《굿 뉴스》에서 드라마 데뷔했다.
2005년 소속사를 아뮤즈로 이적했다.

### 배우로서
2004년 영화 《아버지의 백 드롭》에서 프로레슬러의 아버지와 거리를 둔 아들 역을 맡았다.
2005년 영화 《요괴 대전쟁》에 출연, 일본 아카데미상 신인 배우상을 수상했다.
2006년 7월 1일 방송된 《탐정학원 Q》에서 드라마 첫 주연. 이 드라마는 2007년 연속 드라마화되었다. 2008년, 유키 사토시가 각본을 다룬 드라마 《바람의 가든》에서 서번트 증후군을 가진 시라토리 가쿠 역을 맡았다.
2010년, NHK 스페셜 드라마 《마음의 실》 에서는 마츠유키 야스코의 아들 역을 맡아 수화와 피아노 특훈을 받았다.
2011년에는 이 작품으로 제51회 몬테카를로 텔레비전 페스티벌에서 TV 영화 부문 남우주연상에 노미네이트되었다. 10월부터 방송된 드라마 《11명이나 있어!》(TV 아사히)에서 주연.
2012년 극장판 《극장판 SPEC: 천》에 출연. 그해 여름 공개된 《키리시마가 동아리활동 그만둔대》 에서는 나약하고 겁이 많은 ‘헤타레’ 고교생을 연기했다. 같은 해 NHK의 대하드라마 《타이라노 키요모리》에서 미나모토노 요시츠네를 맡았다. 2005년 초등학교 5학년 때 대하드라마 《요시츠네》에서 우시와카마루 역을 연기하고 있으며, 대하드라마의 작품을 바꾸어 동일한 인물의 어린 시절과 성인 시절을 연기했다.
2013년, TV 드라마 《가족 게임》에 출연. 2014년에는 영화 《바람의 검심 - 교토대화재편》과  《바람의 검심 - 전설의 최후편》에 출연, 원작에서도 인기 캐릭터인 세타 소지로 역을 맡았다.
2019년 무대 《키레이~하나님과 약속한 여자~》에서 처음 무대 작품에 출연했다.
2020년 5월 19일부터 〈데뷔 25주년 기념 프로젝트〉를 시작한다고 발표. 같은 해 6월 18일 제1탄으로서 유튜브 채널 〈류튜브 (リュウチューブ)〉를 개설했다. 카미키의 데뷔 25주년 기념 프로젝트의 기존 로고를 디자인한 것은 카미키와 친분이 있는 그래픽 디자이너 사토 타쿠가 담당했다.
2021년 4월 1일자로 16년간 소속된 아뮤즈에서 독립을 발표, 동사무소가 출자하는 새로운 회사 Co-LaVo로 이적했다.
2021년 5월 15일자로 스퀘어 에닉스에서 발매 중으로, 자신도 플레이 중이던 〈게임 파이널 판타지 XIV〉 대사로 취임했다.

### 성우로서
2001년, 스튜디오 지브리 제작의 장편 애니메이션 영화 《센과 치히로의 행방불명》에 보우 역으로 출연해 성우 데뷔했다.
2009년 애니메이션 영화 《썸머 워즈》에서 고이소 켄지 역으로 출연했다. 
2016년 애니메이션 영화 《너의 이름은.》에서 타치바나 타키 역으로 출연, 세이유 어워드 남우주연상을 수상했다. 이 작품은 당시 일본 내에서 흥행 수입 순위에서 《치히로의 행방 불명》, 《타이타닉》, 《겨울 왕국》에 이어 일본 4위, 방화 역대 2위를 기록했다.

## 인물
- 배우 외에도 성우로서도 유명하다. 2021년 기점으로 역대 일본 영화 흥행 수입 순위 2위의 《센과 치히로의 행방불명》, 3위 《너의 이름은.》, 5위 《하울의 움직이는 성》 등에서도 성우로 출연하고 있다.

- 취미는 사진 촬영. 철도를 좋아해, 철도를 촬영하는 것이 취미였지만, 거기에서 파생된 사진 촬영 자체도 좋아졌다.[20] 촬영한 사진이 《하나마루마켓》(TBS 계열)에서 2012년 앨범 대상 최우수상에 선정된 바있다.[21]

- 만화나 소설을 좋아한다고 공언하고 있다. 계기는 고등학교 1학년 때 읽은 〈신만이 아는 세계〉.[주 2]

- 어린 시절에는 수영에 약했지만, 《요괴 대전쟁》의 촬영으로 늪에 빠지는 장면을 연기하면서 극복했다.[주 3]

- 《바람의 가든》 출연시에는 테클라·바다제후스카의 곡 〈소녀의 기도 (乙女の祈り)〉를 몇 주 동안 연습을 노컷으로 촬영했다.[22]

- 영화 《3월의 라이온》에서 주인공 키리야마 레이 역을 연기하기 위해 프로 기사에 지도를 받아 쇼기의 솜씨에 〈아마 초단 면장〉을 수여했다.[23]

- 카미키의 동급생으로 시다 미라이, 카와시마 우미카, 노무라 슈헤이, Hey! Say! JUMP의 야마다 료스케, 치넨 유리, 나카지마 유토 등이 있다.

- SEKAI NO OWARI의 보컬 후카세 사토시의 열렬한 팬이다. 영화 《메리와 마녀의 꽃》의 무대 인사에서 본인을 앞에 직접 좋아한다고 말할 정도이다. 후카세도 카미키 류노스케와의 투샷을 ‘형제’라는 제목을 붙여, 인스타그램에 올리고 있다.

## 출연 작품
역할의 굵은 표시는 주연 작품

### 텔레비전 드라마
| 방송일자                   | 제목                                                                                     | 역할                              | 방송사          | 비고        |
| -------------------------- | ---------------------------------------------------------------------------------------- | --------------------------------- | --------------- | ----------- |
| 1999년 4월 ~ 7월           | 굿 뉴스                                                                                  | 쿠로사와 나오야                   | TBS             | 데뷔작      |
| 2000년 1월 ~ 12월          | 대하드라마 〈아오이 도쿠가와 삼대〉                                                      | 고로타마루                        | NHK             |             |
| 2000년 1월 ~ 2001년 3월    | 철갑기 미카즈키                                                                          | 이스루기 카제오                   | 후지 TV         |             |
| 2000년 4월 ~ 7월           | QUIZ                                                                                     | 타카노 쇼                         | TBS             |             |
| 2000년 10월 ~ 12월         | 눈물을 닦고                                                                              | 후치가미 료타                     | 후지 TV         |             |
| 2000년 10월 ~ 12월         | 과수연의 여자 시즌 2 제2화                                                               | 소노다 유스케                     | TV 아사히       |             |
| 2001년 1월 8일             | 싱고마마 드라마 스페셜 ‘옷하-’는 세계를 구한다!                                          | 켄                                | 후지 TV         |             |
| 2001년 1월 ~ 2002년 1월    | 가면라이더 아기토 제5화 ~ 제8화·제37화 ~ 제46화                                          | 수수께끼의 소년                   | TV 아사히       |             |
| 2001년 4월 ~ 7월           | 데릴사위                                                                                 | 아라이 츠토무                     | 후지 TV         |             |
| 2001년 7월 ~ 9월           | 마리아 제7화                                                                             | 콘도 마사                         | TBS             |             |
| 2001년 12월 2일            | BS후지 개국 1주년 특별 기획 〈의사와 환자〉                                              | 오이카와 켄타                     | BS후지          |             |
| 2002년 1월 1일             | 구명병동 24시 신춘 스페셜 구출 시한 리미트                                               | 이나모토 료타                     | 후지 TV         |             |
| 2001년 10월 ~ 2002년 3월   | 하미다시형사열정계 제 6시리즈 제20화                                                     | 사카누마 료                       | TV 아사히       |             |
| 2002년 4월 ~ 6월           | 웨딩 플래너 SWEET 딜리버리                                                               | 테라지마 히로시                   | 후지 TV         |             |
| 2002년 7월 ~ 9월           | 탐정 가족                                                                                | 다나카 타로 역                    | NTV             |             |
| 2002년 4월 ~ 5월           | 오미야 제2화·제3화·제5화                                                                 | 유사 세이치로                     | NHK             |             |
| 2002년 10월 ~ 12월         | 사이코 닥터 제6화                                                                        | 키타무라 켄타                     | NTV             |             |
| 2002년 12월 24일           | 그녀들의 크리스마스 이브 밤에 선물하는 네 여자의 이야기 '즐거운 가족여행'                | 사노 료헤이                       | 후지 TV         |             |
| 2003년 3월 8일             | 지지 않는 뼈                                                                             | 카와이 쇼오타                     | NTV             |             |
| 2003년 4월 ~ 7월           | 나의 마법사 제2화                                                                        | 쿠로키 마사카즈 (어린 시절)       | NTV             |             |
| 2003년 7월 ~ 9월           | 닥터 고토 진료소 제5화 ~ 제7화·제11화                                                    | 스기모토 류이치                   | 후지 TV         |             |
| 2003년 11월 2일            | 폭룡전대 아바레인저 제36화                                                               | 케라토                            | TV 아사히       |             |
| 2004년 1월 10일            | 정말로 있었던 무서운 이야기 제 1시리즈 〈심야의 경상〉                                   | 오자와 나오야                     | 후지 TV         |             |
| 2004년 3월 14일            | 드라마 W 1주년 기념 작품 〈연애 소설〉                                                   | 쿠보 사토시 (어린 시절)           | WOWOW           |             |
| 2004년 3월 26일,           | 오오쿠 스페셜 ~쇼군의 여인들~                                                            | 도쿠가와 요시미츠                 | 후지 TV         |             |
| 2005년 1월 ~ 12월          | 대하드라마 〈요시츠네〉                                                                  | 우시와카                          | NHK             |             |
| 2005년 4월 ~ 6월           | 너무 귀여워                                                                              | 마시바 호로                       | TBS             |             |
| 2006년 7월 1일             | 탐정학원 Q 스페셜                                                                        | 큐 (렌죠 큐)                      | NTV             |             |
| 2006년 11월 18일           | 도쿄타워 ~엄마와 나와, 때때로 아빠~                                                      | 나카가와 마사야 (소년 시절)       | 후지 TV         |             |
| 2007년 1월 6일             | 루리의 섬 스페셜 2007                                                                    | 미야 시온                         | NTV             |             |
| 2007년 4월 ~ 9월           | 연속 TV 소설 〈돈도 하레〉                                                               | 아사쿠라 토모야                   | NHK             |             |
| 2007년 6월                 | 스파세카 극장 프로그램에서 단편 드라마 〈동생이 먼저냐, 연인이 먼저냐, 그것이 문제로다〉 | 유지                              | 홋카이도 TV     |             |
| 2007년 7월 3일 ~ 9월 11일  | 탐정학원 Q                                                                               | 큐 (렌죠 큐)                      | NTV             |             |
| 2008년 10월 ~ 12월         | 바람의 가든                                                                              | 시라토리 가쿠                     | 후지 TV         |             |
| 2009년 7월 ~ 9월           | 빨간코 선생님                                                                            | 야에가시 마모루                   | NTV             |             |
| 2010년 1월 ~ 3월           | 블러디 먼데이 Season2 제6화·제7화                                                        | 홀넷 (후지시로 소타)              | TBS             | 우정 출연   |
| 2010년 10월 ~ 12월         | SPEC~경시청 공안부 공안 제5과 미상 사건 특별 대책계 사건부~                              | 니노마에 쥬이치                   | TBS             |             |
| 2010년 11월 27일           | 마음의 실                                                                                | 나카구라 아키토                   | NHK             |             |
| 2011년 4월 24일            | 연속 TV 소설 〈돈도 하레 스페셜 ‘벚꽃 한 그루’〉                                         | 아사쿠라 토모야                   | NHK             |             |
| 2011년 5월 ~ 7월           | 고교생 레스토랑                                                                          | 사카모토 요스케                   | NTV             |             |
| 2011년 10월 ~ 12월         | 11명이나 있어!                                                                           | 사나다 카즈오                     | TV 아사히       |             |
| 2012년 1월 ~ 12월          | 대하드라마 〈타이라노 키요모리〉                                                         | 미나모토노 요시츠네               | NHK             |             |
| 2012년 4월 1일             | SPEC~상~                                                                                 | 니노마에 쥬이치                   | TBS             |             |
| 2012년 4월 7일             | 3밤 연속 스페셜 드라마 〈블랙보드 ~시대와 싸운 교사들~〉                                 | 오오미야 마사키                   | TBS             |             |
| 2013년 10월 23일           | SPEC~령~                                                                                 | 니노마에 쥬이치                   | TBS             |             |
| 2013년 3월 ~ 4월           | 고구레 사진관                                                                            | 하나비시 에이이치                 | NHK BS 프리미엄 |             |
| 2013년 4월 ~ 6월           | 가족 게임                                                                                | 누마타 신이치                     | 후지 TV         |             |
| 2014년 2월 22일            | 야마다 타이치 드라마 스페셜 〈시간은 멈추지 않는다〉                                     | 하마구치 미츠히코                 | TV 아사히       |             |
| 2014년 7월 19일            | 킨다이치 소년의 사건부N(neo) 제1화                                                       | 쿠라사와 히카루                   | NTV             | 특별 출연   |
| 2014년 7월 ~ 8월           | 연속 드라마 W 히가시노 게이고 〈변신〉                                                   | 나루세 준이치                     | WOWOW           |             |
| 2014년 9월 7일             | 아버지의 등 제9화 〈아빠, 엄마가된다!〉                                                  | 신조 타츠야                       | TBS             |             |
| 2014년 10월 18일           | 기묘한 이야기 '14 가을 특별편 〈미래 도둑〉                                              | 시라이 나오키                     | 후지 TV         |             |
| 2015년 1월 10일 ~ 3월 14일 | 학교의 계단                                                                              | 시즈쿠이 케이 (이세사키 토오루)   | NTV             |             |
| 2015년 10월 ~ 12월         | 사무라이 선생님                                                                          | 사카모토 료마 (나라자키 우메타로) | TV 아사히       |             |
| 2017년 9월 29일            | 평온한 고향 최종화                                                                       | 하무라 슌이치로                   | TV 아사히       |             |
| 2017년 10월 ~ 12월         | 형사 유가미                                                                              | 하뉴 토라오                       | 후지 TV         |             |
| 2018년 4월 ~ 5월           | 유난히 달변가인 변호사가 학교에서 울부짖다                                               | 다구치 쇼타로                     | NHK             |             |
| 2018년 8월 18일            | 정말로 있었던 무서운 이야기 여름 특별편 2018 〈보이지 않는 앙금〉                        | 사사키 유스케                     | 후지 TV         |             |
| 2019년 1월 ~ 12월          | 대하드라마 〈이다텐~도쿄 올림픽 이야기~〉                                                | 고린                              | NHK             |             |
| 2019년 4월 ~ 6월           | 집단좌천!!                                                                               | 타키가와 코우지                   | TBS             |             |
| 2020년 4월 ~ 5월           | 연속 드라마 W 〈철의 뼈〉                                                                | 토미시마 헤이타                   | WOWOW           |             |
| 2021년 1월 ~ 3월           | 아저씨와 고양이                                                                          | 후쿠마루                          | TV 도쿄         | 목소리 출연 |
| 2021년 4월 ~ 6월           | 콩트가 시작된다                                                                          | 아사부키 슌타                     | NTV             |             |
| 2022년 1월 ~               | 카미키 류노스케의 촬휴                                                                   | 카미키 류노스케 (본인)            | WOWOW 프라임    |             |

### 영화
| 개봉일자                    | 제목                                                    | 역할                            | 배급사                    | 비고          |
| --------------------------- | ------------------------------------------------------- | ------------------------------- | ------------------------- | ------------- |
| 2003년 7월 19일             | 춤추는 대수사선 THE MOVIE 2 레인보우 브릿지를 봉쇄하라! | 쓰리 일가 장남                  | 도호                      |               |
| 2003년 9월 27일             | ROCKERS                                                 | 소년 코 짱                      | 가가                      |               |
| 2004년 6월 19일             | 연애 소설                                               | 쿠보 사토시 (어린 시절)         | WOWOW                     |               |
| 2004년 9월 25일             | SURVIVE STYLE5 +                                        | 코바야시 케이이치               | 도호                      |               |
| 2004년 10월 9일             | 아버지의 백 드롭                                        | 시모다 카즈오                   | 시네 캐논                 |               |
| 2004년 12월 25일            | 인스톨                                                  | 아오키 카즈요시                 | 카도카와 영화             |               |
| 2005년 3월 15일             | ZOO 〈SO-far〉                                          | 소년 쿠니                       | 도에이 비디오             |               |
| 2005년 8월 6일              | 요괴 대전쟁                                             | 이나오 타다시                   | 쇼치쿠                    |               |
| 2007년 6월 2일              | 대일본인                                                | 와라베노 케모노                 | 쇼치쿠                    |               |
| 2007년 8월 18일             | 머나먼 하늘로 사라진                                    | 쿠스노키 료스케                 | 가가                      |               |
| 2007년 12월 15일            | Little DJ ~작은 사랑 이야기~                            | 타카노 타로                     | 데스페라도                |               |
| 2009년 8월 29일             | 20세기 소년 최종장 우리들의 깃발                        | 카츠마타 타다노부 (중학생 시절) | 도호                      |               |
| 2012년 4월 7일              | 극장판 SPEC~천~                                         | 니노마에 쥬이치                 | 도호                      |               |
| 2012년 8월 11일             | 키리시마가 동아리활동 그만둔대                          | 마에다 료야                     | 쇼게이트                  |               |
| 2013년 11월 1일·11월 29일   | 극장판 SPEC~클로즈~ 전편·후편                           | 니노마에 쥬이치                 | 도호                      |               |
| 2014년 8월 1일·9월 13일     | 바람의 검심 교토 대화재편 / 전설의 최후편               | 세타 소지로                     | 워너 브라더스 영화        |               |
| 2014년 11월 15일            | 신이 말하는대로                                         | 아마야 타케루                   | 도호                      |               |
| 2015년 5월 9일              | 뇌내 포이즌베리                                         | 이시바시                        | 도호                      |               |
| 2015년 10월 3일             | 바쿠만                                                  | 다카기 아키토                   | 도호                      |               |
| 2016년 4월 23일             | 태양                                                    | 오쿠테라 테츠히코               | 카도카와 영화             |               |
| 2016년 6월 25일             | 렛츠락! 죽어서 하는 밴드                                | 세키 다이스케                   | 도호                      |               |
| 2017년 3월 18일·4월 22일    | 3월의 라이온 전편·후편                                  | 키리야마 레이                   | 도호 / 아스믹 에이스      |               |
| 2017년 8월 4일              | 죠죠의 기묘한 모험 -다이아몬드는 부서지지 않는다 제1장- | 히로세 코이치                   | 도호 / 워너 브라더스 영화 |               |
| 2017년 9월 16일             | 치가사키 이야기 ~MY LITTLE HOMETOWN~                    | 미야지 준이치 (학창 시절)       | 라이브 뷰잉·재팬          |               |
| 2019년 2월 15일             | 포르투나의 눈동자                                       | 키야마 신이치                   | 도호                      | [ 24 ]        |
| 2019년 12월 13일            | 시인장의 살인                                           | 하무라 유즈루                   | 도호                      |               |
| 2020년 1월 17일             | 라스트 레터                                             | 오토사카 쿄시로 (회상)          | 도호                      |               |
| 2021년 4월 23일             | 바람의 검심 최종장 더 파이널                            | 세타 소지로                     | 워너 브라더스 영화        | [ 25 ] [ 26 ] |
| 2021년 8월 13일             | 요괴 대전쟁 가디언즈                                    | 카토 선생님                     | 도호 / KADOKAWA           |               |
| 2022년 1월 28일             | 노이즈                                                  | 모리야 신이치로                 | 워너 브라더스 영화        |               |
| 2022년 4월 29일 <공개 예정> | 홀릭 xxxHOLiC                                           |                                 | 쇼치쿠 / 아스믹 에이스    |               |
| 2022년 7월 22일 <공개 예정> | GHOSTBOOK 오바케즈칸                                    | 후루모토야의 점주               | 도호                      |               |
| 2023년 11월 3일             | 고지라-1.0                                              | 시키시마 코이치                 | 도호                      |               |
| 2024년 11월 15일            | 엣 더 벤치                                              |                                 |                           | 제4편         |

### 무대
| 공연일자                                                                | 제목                                                  | 역할            | 공연장소                                     | 비고   |
| ----------------------------------------------------------------------- | ----------------------------------------------------- | --------------- | -------------------------------------------- | ------ |
| 2019년 12월 4일 ~ 29일·2020년 1월 13일 ~ 19일·2020년 1월 25일 ~ 2월 2일 | 키레이 ~하나님과 약속한 여자~                         | 하리코나 (소년) | Bunkamura 극장 코쿤 / 하카타좌 / 페스티벌 홀 | [ 27 ] |
| 2021년 11월 3일 ~ 28일·12월 4일 ~ 12일                                  | COCOON PRODUCTION 2021+ 성인 계획 〈퍼시픽 라파판판〉 | 편집자          | Bunkamura 극장 코쿤 / 모리노미야 필로티 홀   | [ 28 ] |

### 극장판·TV 애니메이션
| 개봉·방송일자          | 제목                                         | 역할              | 배급사/방송사             | 비고                                  |
| ---------------------- | -------------------------------------------- | ----------------- | ------------------------- | ------------------------------------- |
| 2001년 7월 20일        | 센과 치히로의 행방불명                       | 보우 / 보우에즈미 | 도호                      | 극장판 애니메이션                     |
| 2003년 8월 2일         | 키리쿠와 마녀                                | 키리쿠            | 알바트 로스 필름          | 프랑스 장편 애니메이션, 일본어판 더빙 |
| 2004년 11월 20일       | 하울의 움직이는 성                           | 마르클            | 도호                      | 극장판 애니메이션                     |
| 2004년 7월 31일        | 나 세잘은 10살 반 1m 39cm                    | 세잘              | 아스믹 에이스             | 프랑스 장편 애니메이션, 일본어판 더빙 |
| 2005년 7월 16일        | 황제 펭귄                                    | 아이 펭귄         | 가가                      | 프랑스 다큐멘터리 영화, 일본어판 더빙 |
| 2006년                 | 별을 산 날                                   | 노나              | 지브리 미술관의 단편 작품 | 극장판 애니메이션                     |
| 2006년 3월 4일         | 극장판 도라에몽: 진구의 공룡대탐험           | 피스케            | 도호                      | 극장판 애니메이션                     |
| 2007년 7월 21일        | 피아노의 숲                                  | 아마미야 슈헤이   | 쇼치쿠                    | 극장판 애니메이션                     |
| 2009년 8월 1일         | 썸머 워즈                                    | 고이소 켄지       | 워너 브라더스 영화        | 극장판 애니메이션                     |
| 2010년 7월 17일        | 마루 밑 아리에티                             | 쇼                | 도호                      | 극장판 애니메이션                     |
| 2011년 10월 1일        | 어느 비공사에 대한 추억                      | 카리노 샤를르     | 도쿄 테아토르             | 극장판 애니메이션                     |
| 2016년 8월 26일        | 너의 이름은.                                 | 타치바나 타키     | 도호                      | 극장판 애니메이션                     |
| 2017년 7월 8일         | 메리와 마녀의 꽃                             | 피터              | 도호                      | 극장판 애니메이션                     |
| 2019년 7월 19일        | 날씨의 아이                                  | 타치바나 타키     | 도호                      | 극장판 애니메이션                     |
| 2020년 8월 7일         | 극장판 도라에몽: 진구의 신공룡               | 피스케            | 도호                      | 극장판 애니메이션                     |
| 2021년 3월 8일         | 신 에반게리온 극장판                         |                   | 도호 / 도에이 / 컬러      | 극장판 애니메이션]]                   |
| 2021년 7월 9일         | 100일간 산 악어                              | 악어              | 도호                      | 극장판 애니메이션                     |
| 2021년 4월 25일        | 아니×파라 ~당신의 영웅은 누구인가~ episode12 | 이와부치 유키히로 | NHK BS1                   | TV 애니메이션                         |
| 2021년 8월 11일 ~ 13일 | 아오와 키이                                  | 아오              | NHK E 텔레                | TV 애니메이션                         |
| 2022년 11월 11일       | 스즈메의 문단속                              | 세리자와 토모야   | 도호                      | 극장판 애니메이션                     |

### 외화 더빙
| 개봉·방송일자   | 제목                          | 역할                      | 배급사/방송사                | 비고                       |
| --------------- | ----------------------------- | ------------------------- | ---------------------------- | -------------------------- |
| 2007년 9월 22일 | 아더와 미니모이의 이상한 나라 | 아더 (프레디 하이모어 분) | 아스믹 에이스                | 프랑스 영화, 일본어판 더빙 |
| 2010년 4월 29일 | 아더와 마왕 마루타잘의 역습   | 아더 (프레디 하이모어 분) | 아스믹 에이스                | 프랑스 영화, 일본어판 더빙 |
| 2021년 1월 8일  | 기생충 반지하의 가족          | 기우 (최우식 분)          | NTV 계열 〈금요로드SHOW!〉판 | 한국 영화, 일본어판 더빙   |

### 게임
- 잭과 옴 브라 환상의 유원지 (2010년, 코나미 닌텐도 DS) - 잭 역

### 라디오 드라마
- 얼간이 (2005년 10월 ~ 12월 (총 12회), ABC 라디오) - 오데코노 신타로 역
- 하루 종일 (2006년 1월 ~ 3월 (총 12회), ABC 라디오) - 오데코노 신타로 역

### WEB·전달 드라마
- 미쓰이 부동산 레지덴셜 제작 WEB 드라마 〈타임 슬립! 호리베 야스베〉 (2014년) - 아오야마 히카리 역

## 그 외 출연

### 교양·다큐멘터리
- 이카리야 쵸스케 야생의 아프리카 대모험 ~8세의 절친한 친구와 여행 16000km (2001년, TV 도쿄)
- 지구의 미래! 긴급 취재 〈미야네 세이지 생각! 지속 가능한 세계와는〉 (2012년 7월 16일, NTV) - 네비게이터
- 앨마의 전설 ~네가 모르는 개 이야기~ (2010년 12월 13일 ~ 16일, NHK) - 내레이션·앨마의 목소리 역
- 새로운 발견 아트 버라이어티 〈아호! 세계도!〉 (2012년 11월 10일, 후지 TV) - 네비게이터
  - 새로운 발견 아트 버라이어티 〈아호!〉 (2013년 3월 1일, 후지 TV) - 스튜디오 게스트·네비게이터
- 논픽션 W 〈노리웃 영화가 될 때까지 나이지리아 “세계 제일의 영화 도시” 꿈과 열〉 (2013년 6월 28일, WOWOW) - 내레이션
- 카미키 류노스케 20세의 여행 베트남 국경 철도를 가다 ~세계에서 가장 아름다운 절경 계단식 논을 요구해~ (2014년 7월 12일, BS 재팬) - 네비게이터
- NHK 스페셜 NEXT WORLD 우리의 미래 (2015년 1월 3일 ~ 2월 12일, NHK) - 네비게이터[41]

### 드라마 CD
- 라군엔진 드라마CD (2003년, 빅터 엔터테인먼트) - 라군 진 역

### 라디오
- 카미키 류노스케의 올 나이트 닛폰0(ZERO) (2020년 10월 10일, 심야 10월 11일 새벽 닛폰 방송) - 퍼스널리티[42][43]
- 카미키 류노노스케의 RADIO MOG STATION supported by FINAL FANTASY XIV (2021년 10월 14일 ~ 11월 18일, TOKYO FM 외 전국 JFN38국)

### PV
- 사잔 올 스타즈 - 〈채색 (彩 ~Aja~)〉 (2004년)
- 스네오헤어 - 〈스트라이크 (ストライク)〉 (2004)
- Cocco -  〈달콤한 향기 (甘い香り) (Movie Ver.)〉 (2007년) ※영화 《먼 하늘에 사라졌다》의 영상에서
- 다카하시 유 - 〈태양은 또 뜬다 (陽はまた昇る)〉 (2012년)
- SEKAI NO OWARI - 〈사잔카 (サザンカ)〉 (2018년)

### 광고 (CM)
- 토이 박스 〈미키의 수다쟁이 핸들〉 (1995년)
- 아지노모토
  - 흔들흔들 셰이크 (1997년 ~ 1998년)
  - 쿠노르 컵 스프 (2005년)
  - 펄 스위트 (2020년)
  - 혼다시 (2020년)
- P&G 재팬
  - 리조이 (1998년)
  - 조이 (2021년)
- 도쿄 디즈니 랜드 (1998년)
- 샤프 〈일반 용지 FAX〉 (1999년)
- 하우스 식품 〈버몬트 카레〉
- 일본 코카-콜라 〈큥〉 (1999년)
- 롯데 〈파이의 열매〉 (2003년)
- 동일본 여객 철도 VIEW Suica 카드 (2003년 ~ 2006년) - 내레이션·노래
  - 터치로 Go! 신칸센 (2018년)
- 지브리 하울의 움직이는 성 직소퍼즐·DVD 발매 고지 좌담회 (2005년)
- 영화 〈올리버 트위스트〉 TV-CM 명소 (2005년)
- 히스토리 채널 〈SAVE OUR HISTORY〉 포스터 (2005년)
- 클레오 〈후데마메Ver.16〉 이미지 캐릭터 (2005년)
- 포르노그라피티 〈THUMPχ〉 텔레비전 명소 (2005년)
- JARO 일본 광고 심사기구 (2006년) - 내레이션
- 노무라 부동산 〈프라우드 시티 오오이즈미 학원〉 이미지 캐릭터 (2006년)
- 도요타 자동차 〈Vitz(비츠)〉 (2007년) - 내레이션
- NTT 도코모 〈샤베테콘쉐루〉 (2012년)
- NTT 동일본 후렛츠 히카리 〈몬스터즈 쉐어 하우스〉 (2013년 6월) - 늑대 남자 역 ※츠츠미 신이치, 나가야마 에이타, 니카이도 후미와 공동 출연[44]
- 혼다 잔가 설정형 신용 〈좌로 클레(N-ONE)〉편, 〈남은 클레〉편, 〈남은 클레 구조〉편 (2012년 ~ )
  - 〈전국 통일 금리〉편, 〈선택할 수 있는 3가지의 사는 법〉편 (2013년 ~ )
  - 안전 기술 〈ESS〉편, 〈피타주 거울〉편, 〈City-Brake Active System〉편 (2013년 ~ )
- 리크루트 
  - 타운워크 〈편의점〉편 (2014년 ~ )
  - SUUMO (2021년 ~ )
- 미쓰이 부동산 레지덴셜 〈미츠이에 살고 있습니다〉편 (2015년 ~ )
- PARCO 파르코 겨울 그랑바자 2016 (2016년)
- 크라시에 홀딩스 〈이치가미〉 예방 미발의 여자. 시리즈 〈그녀의 의혹〉편, 〈그녀의 과거〉편 (2016년 ~ )
- 게오 홀딩스 〈게오 여름 스캔 2016〉 (2016년)
- 산토리 〈남알프스의 광수 × 너의 이름은.〉 (2016년) - 내레이션
- 닌텐도 〈Miitopia〉 (2016년 ~ )
- 아사히 음료
  - 미츠야 사이다 (2017년) - 나가사와 마사미, 요시네 쿄코, 비트 타케시, 딘 후지오카와 공동 출연[45]
  - WONDA TEA COFFEE TEA COFFEE (2018년 ~ ) - 카와에이 리나, 비토 타케시와 공동 출연
- 파피레스 Renta! 〈읽지 않고 있을 수 없는 남동생〉편 (2017년 ~ )
- 에자키 글리코 〈HOBAL〉 (2018년 ~ )
- KDDI au 〈의식 높아 너무! 다카스기군〉 시리즈 (2018년 ~ ) - 마츠모토 호노카, 나카가와 타이시와 공동 출연
- 가쿠죠 〈Re 취업 활동〉 (2018년)
- 복권 〈빙고 5 도쿄 2020 대회〉편 외 (2018년 ~ )
- Niantic, Inc.·포켓몬 Pokémon GO 〈둘이서 배틀〉 (2019년) - 사토 타케루와 공동 출연[46]
- 리크루트 〈SUUMO〉 (2021년 ~ )
- 산토리 음료 〈BOSS〉 (2021년 ~ )

### 이벤트
- 《하울의 움직이는 성》 “공개까지 기다릴 수 없어!” 닛테레 플라자에서 하울을 만나자! (2004년 11월 3일, 닛테레 플라자) - 오프닝 세레모니 게스트
- 아이치 엑스포 폐막식 (2005년 9월 25일, EXPO 돔) - 게스트
- 제18회 도쿄 국제 영화제 (2005년 10월 22일) - 행사 게스트
- Amuse presents THE GAME ~Boy's Film Show~ (2009년)
- Amuse presents SUPER 핸섬 LIVE 2009♂ 남자 da 남자!♂ (2009년 12월 29일·30일 / Zeep Tokyo, 아뮤즈)
- Amuse presents THE GAME ~Boy's Film Show~ (2010년)
- Amuse presents SUPER 핸섬 LIVE 2010 (2010년 12월 29일·30일 / Zeep Tokyo, 아뮤즈)
- Amuse presents SUPER 핸섬 LIVE 2011 (2011년 12월 26일 ~ 28일 / 파시피코 요코하마 국립대 홀, 아뮤즈)
- Amuse presents SUPER 핸섬 LIVE 2012 (2012년 12월 26일 ~ 28일 / 파시피코 요코하마 국립대 홀, 아뮤즈)
- Amuse presents SUPER 핸섬 LIVE 2013 (2013년 12월 26일·27일 / 마이하마 앰피 시어터 , 아뮤즈)
- Amuse presents SUPER 핸섬 LIVE 2014 (2014년 12월 26일 ~ 28일 / 파시피코 요코하마 국립대 홀, 아뮤즈)
- Act Against AIDS 2015 〈THE VARIETY 23〉 (2015년 12월 1일, 일본무도관)
- Amuse presents HANDSOME FESTIVAL 2016 (2016년 12월 17일·18일 / TOKYO DOME CITY HALL 12월 29일 / 도쿄 국제 포럼 홀 A, 아뮤즈)
- 에쿠니 가오리 × 유키노조 모리 신작 연탄 시집 발매 기념 낭독회 문의 〈모습을 한 어둠〉 (2017년 1월 23일 / 니혼바시 미츠이 홀 ) - 낭독[47]
- Amuse Presents HANDSOME FILM FESTIVAL 2017 (2017년 12월 25일 ~ 27일 / TOKYO DOME CITY HALL, 아뮤즈)[48]
- Act Against AIDS 2018 〈THE VARIETY 26〉 (2018년 12월 1일, 일본무도관)
- 이와이 히데토 프로듀스 〈갑자기 책읽기!〉 (2020년 2월 3일, 아사쿠사 프랑스좌 연예장 동양관)
- 15th Anniversary SUPER HANDSOME LIVE 〈JUMP ↑with YOU〉 (2020년 2월 16일, 료고쿠 국 기관 )
- Act Against Anything VOL.1 〈THE VARIETY 27〉 (2020년 12월 1일, 일본무도관)
- 이와이 히데토 프로듀스 〈갑자기 책읽기! in 도쿄 국제 포럼〉 (2020년 12월 25일, 도쿄 국제 포럼 홀 C)
- 파이널 판타지 XIV 디지털 팬 페스티벌 2021 (2021년 5월 15일·16일) - 토크 스테이지 〈나오키의 방〉 스페셜 게스트[49]

## 음악
- 「TOO YOUNG TO DIE! 지옥의 노래 지옥」 (2016년) - 영화 《렛츠락! 죽어서 하는 밴드》 사운드 트랙.[50] 극 중에 등장하는 록 밴드 「지고쿠즈 (헬즈)」의 기타 다이스케로 참여했다.
  - 〈TOO YOUNG TO DIE!〉 (영화 《렛츠락! 죽어서 하는 밴드》 주제가)
  - 〈천국〉 (영화 《렛츠락! 죽어서 하는 밴드》 삽입곡)

## 서적

### 사진집
- 사진집 나의 모험 아츠지쇼타 저 (2005년 7월, 가도카와 쇼텐) ISBN 4-04-853882-9
- 소년배우·표지 롱그라비아 (2005년 9월, 피아) ISBN 4-8356-1593-X
- BOYS~GRASSROOTS 표지 메인그라비아 (2006년 2월, INFAS 퍼블리케이션즈) ISBN 4-900785-37-7
- 카미키 류노스케의 Master's Cafe 달인들의 꿈의 실현법 (2015년 9월 25일, 매거진 하우스)[51] ISBN 978-4-8387-2800-8
- 사진집 + DVD 북 〈Sincérité (산세리테)〉 (2017년 1월 21일, 아뮤즈)[52]
- 카미키 류노스케 25주년 기념 책 〈오모테 카미키 / 우라 카미키〉 (2020년 9월 25일, 아뮤즈)[53]

### 잡지 연재
- 카미키 류노스케의 Master's Cafe 〈an·an〉 (2013년 8월 7일호 ~ 2015년 5월 27일호)

## 감독·프로듀스
- 뮤직 비디오 
  - 〈I Treasure You〉 - 핸섬 「15주년 기념 앨범 15th Anniversary SUPER HANDSOME COLLECTION ‘JUMP ↑’」 (2019년 11월 30일, 아뮤즈) 수록[54]

## 수상 경력
| 연도   | 시상식                                       | 부문                   | 작품                                            | 출처   |
| ------ | -------------------------------------------- | ---------------------- | ----------------------------------------------- | ------ |
| 2004년 | 제14회 일본 영화 비평가 대상                 | 신인상                 | 아버지의 백 드롭                                |        |
| 2004년 | 제29회 일본 아카데미상                       | 신인 배우상            | 요괴 대전쟁                                     |        |
| 2011년 | 제6회 서울 드라마 어워즈                     | 네티즌 인기상          | 마음의 실                                       |        |
| 2012년 | 제4회 TAMA 영화상                            | 최우수 신진 남우주연상 | 키리시마가 동아리활동 그만둔대, 극장판 SPEC: 천 |        |
| 2013년 | 제17회 닛칸 스포츠 드라마 그랑프리 봄 드라마 | 남우조연상             | 가족 게임                                       |        |
| 2013년 | 제77회 더 텔레비전 드라마 아카데미상         | 남우조연상             | 가족 게임                                       |        |
| 2013년 | 제23회 TVLIFE 연간 드라마 대상 2013          | 남우조연상             | 가족 게임                                       |        |
| 2015년 | 제10회 서울 드라마 어워즈                    | 아시아 스타상          | 빈칸                                            | [ 55 ] |
| 2017년 | 제11회 세이유 어워드                         | 남우주연상             | 너의 이름은.                                    | [ 56 ] |
| 2018년 | 제10회 컨피던스 어워드 드라마상              | 남우조연상             | 형사 유가미                                     |        |
| 2020년 | 엘란도르상                                   | 신인상                 | 빈칸                                            | [ 57 ] |

### 내용주
1. ↑  《마음의 실》은 제51회 몬테카를로 텔레비전 페스티벌 특별상 「AMADE / 유네스코상」을 수상했다.
2. ↑  <내 코믹 이력서> 배우 카미키 류노스케 씨 - 아사히 신문 광고 협회 - 코믹 브레이크 (광고 특집) BOOK.asahi.com : 아사히 신문사의 서평 사이트
3. ↑  잡지 〈우주선〉(아사히 소노라마)  Vol.118, 2005년 5월호로부터.
4. ↑  개봉일 기준은 일본에서의 개봉일이다.
5. ↑  우카지 타카시와 공동 주연
6. 1 2 3 4  2편이 한 달 간격으로 연속 개봉되었다.
7. ↑  사토 타케루와 공동 주연
8. ↑  카도와키 무기와 공동 주연
9. 1 2  개봉·방송일자 기준은 일본에서의 공개일이다.
10. ↑  실사와 3D 애니메이션으로 구성된 판타지 영화로, 카미키는 실사 부분의 프레디 하이모어가 연기한 아더 역의 일본판 더빙을 맡았다.

### 참조주
1. ↑  “카미키 류노스케 “신장” 콤플렉스 고백 대를 타고 연기한 상대는?”. 《모델프레스》. 2017년 7월 15일. 2017년 8월 6일에 확인함.
2. ↑  “카미키 류노스케가 대하에서 의경”. 《닛칸스포츠》. 2012년 7월 14일. 2015년 6월 18일에 확인함.
3. ↑  “「2번째 삶 같은 것」 - 병약한 카미키 류노스케가 천직에 도전하는”. Yahoo!뉴스. 2019년 2월 5일. 2019년 2월 5일에 확인함.
4. ↑  “현역 중학생 아역의 고민은? 카미키 류노스케, 등신대의 고민”. 시네마투데이. 2007년 8월 6일. 2017년 5월 14일에 확인함.
5. 1 2 3  “카미키 류노스케 인터뷰”. 텔레비전 도갓찌. 2012년 3월 15일에 원본 문서에서 보존된 문서. 2017년 5월 14일에 확인함.
6. 1 2  “카미키 류노스케 아들의 이야기.”. 호본닛칸이토신문. 2012년 4월 7일에 확인함.
7. ↑  쿠로다 아키히토. “천재 아역·카미키 류노스케, 중학생으로 첫 주연”. All About. 2012년 4월 7일에 확인함.
8. ↑  쿠로다 아키히토. “인기 U15 남자 배우·여배우 공동 착수”. All About. 2012년 4월 7일에 확인함.
9. ↑  “미술에 담긴 생각 마츠유키 야스코 & 카미키 류노스케 「마음의 실」”. NHK. 2010년 11월 24일. 2012년 5월 3일에 원본 문서에서 보존된 문서. 2012년 4월 7일에 확인함.
10. ↑  “쿠도 칸쿠로 각본 & 카미키 류노스케 주연의 홈 드라마 「11명이나 있어!」가 TV 아사히에서 10월 방송 시작”. 극장 안내. 2011년 9월 7일. 2012년 11월 5일에 원본 문서에서 보존된 문서. 2012년 4월 7일에 확인함.
11. ↑  “소설 스바루 신인상 수상작 「키리시마가 동아리 활동 그만 둔대」가 카미키 류노스케 주연으로 영화화 결정!”. 시네마투데이. 2011년 12월 15일. 2016년 5월 1일에 원본 문서에서 보존된 문서. 2012년 4월 7일에 확인함.
12. ↑  “「키리시마가 동아리 활동 그만 둔대」가 만화화! 카미키 류노스케 & 하시모토 아이 출연의 다큐멘터리 영화는 올 여름 공개”. 시네마투데이. 2012년 4월 5일. 2012년 4월 7일에 확인함.
13. ↑  “카미키 류노스케가 오늘 27세에!  직필 코멘트 발표 데뷔 25주년 프로젝트도 시동”. 영화 나탈리. 2020년 5월 19일. 2020년 6월 26일에 확인함.
14. ↑  “카미키 류노스케, YouTube 채널 「류튜브」개설  사토 타케루가 축복 「대폭적인 계획 변경?」”. ORICON NEWS. 2020년 6월 18일. 2020년 6월 26일에 확인함.
15. ↑  “카미키 류노스케 YouTube 채널 개설! 사토 타케루도 「기대 평소의 카미키를 보여」”. 시네마투데이. 2020년 6월 18일. 2020년 6월 26일에 확인함.
16. ↑  “사토 타케루는 「액셀 전개 평소의 카미키를 보여 주면 좋겠다」고 기대 코멘트 - 카미키 류노스케가 데뷔 25주년으로 자신 첫 YouTube 채널 「류튜브」 개설”. CINEMA Life!. 2020년 6월 18일. 2020년 6월 26일에 확인함.
17. ↑  “카미키 류노스케 「새로운 곳에서 도전」 아뮤즈에서 독립적”. 《닛칸스포츠》. 닛칸스포츠 신문사. 2021년 3월 16일. 2021년 3월 21일에 확인함.
18. ↑  “제11회 세이유 어워드 「너의 이름은.」의 카미키 류노스케 & 카미시라이시 모네가 W 주연상”. 마이니치 신문. 2017년 3월 18일. 2017년 8월 8일에 원본 문서에서 보존된 문서. 2017년 8월 8일에 확인함.
19. ↑  「너의 이름은.」 흥행 수입 200억엔 돌파, 방화 역대 2위! 1월에 IMAX 상영도 결정 나탈리 (2016년 12월 6일)
20. ↑  “카미키 류노스케의 엄선된 여행은 마치 수학 여행!? 섬세한 일정에 놀라움.”. 엔 비타민. 2015년 1월 12일. 2015년 1월 25일에 확인함.
21. ↑  “하나마루마켓 2012년 12월 26일 방송회”. goo테레방송. 2019년 2월 9일에 확인함.[깨진 링크(과거 내용 찾기)]
22. ↑  “『바람의 가든 』 공식 사이트”. 2015년 1월 25일에 확인함.
23. ↑  카미키 류노스케, 쇼기의 솜씨는 「아마 초단」 일본 장기 연맹에서 졸업 증서를 수여 ORICON (2016년 9월 24일) 2017년 3월 3일에 확인.
24. ↑  “카미키 류노스케 × 아리무라 카스미가 순수 공연에서 「포르투나의 눈동자」 영화화 감독은 미키 타카히로”. 《영화 나탈리》 (주식회사 나타샤). 2018년 5월 7일. 2018년 5월 7일에 확인함.
25. ↑  “실사 영화 「바람의 검심」2020년 여름 공개 결정! 에도 막부 말기와 메이지를 그리는 최종장을 2작 연속”. 영화나탈리. 2019년 4월 12일. 2019년 4월 12일에 확인함.
26. ↑  “사토 타케루 주연 영화 「바람의 검심 최종장」 내년 GW 공개 연기”. 《SANSPO.COM》 (산케이디지털). 2020년 5월 27일. 2020년 5월 28일에 확인함.
27. ↑  “마츠오 스즈키 작품 「키레이」 이쿠타 에리카 주연으로 4번째 공연, 공연 첫 무대의 카미키 류노스케가”. 《스테이지나탈리》. 나타샤. 2019년 5월 21일. 2021년 8월 15일에 확인함.
28. ↑  “마츠오 스즈키 × 후지모토 유키 「퍼시픽 라파판판」 마츠 타카코가 울지 않고 날지 않는 소설가에”. 《스테이지나탈리》. 나타샤. 2021년 7월 5일. 2021년 8월 1일에 확인함.
29. ↑  “하울의 움직이는 성”. 금요SHOW!. 2015년 9월 25일에 원본 문서에서 보존된 문서. 2016년 6월 6일에 확인함.
30. ↑  “극장판 도라에몽: 진구의 공룡대탐험”. 미디어 예술 데이터베이스. 2018년 8월 3일에 원본 문서에서 보존된 문서. 2016년 10월 24일에 확인함.
31. ↑  “썸머 워즈”. 매드 하우스. 2016년 6월 7일에 확인함.
32. ↑  “어느 비공사에 대한 추억”. 매드 하우스. 2016년 6월 7일에 확인함.
33. ↑  “신카이 마코토 신작 애니메이션 「너의 이름은.」에 카미키 류노스케 & 카미시라이시 모네가 목소리 주연, 특보도 공개”. 영화나탈리. 2015년 12월 10일. 2015년 12월 10일에 확인함.
34. ↑  “카미키 류노스케가 미 하야시 히로마사의 최신작 「메리와 마녀의 꽃」에 출연”. 영화나탈리. 2017년 5월 23일. 2017년 5월 23일에 확인함.
35. ↑  “「신 에반게리온 극장판」 신지 등 14명으로 푸른 바다가 그려진 새로운 시각”. 《코믹나탈리》 (주식회사 나타샤). 2021년 3월 19일. 2021년 3월 20일에 확인함.
36. ↑  “영화 『100일간 산 악어 』 공식 사이트”. 2021년 2월 17일에 확인함.
37. ↑  “아니×파라 : 제12탄은 파라타구 카미키 류노스케, 시모노 히로, 카지 유우키가 층쿠♂ 합창곡 소설 「팀 두 사람」과 콜라보”. 《만탄웹》. 2021년 3월 23일. 2021년 3월 23일에 확인함.
38. ↑  “NHK의 어린이 SDGs 프로그램에서 애니메이션 「아오와 키이」 방송, 카미키 류노스케 & 니카이도 후미가 성우  에”. 《코믹나탈리》. 2021년 8월 7일. 2021년 8월 8일에 확인함.
39. ↑  「아더와 마왕 마루타잘의 역습」 카미키 류노스케 인터뷰
40. ↑  “카미키 류노스케가 더빙에 참여! 「기생충 반지하의 가족」 금요로드로 지상파 첫 방송”. 《시네마카페》. 아이드. 2020년 12월 18일. 2021년 8월 15일에 확인함.
41. ↑  “카미키 류노스케, 30년 후의 미래에 「두근 두근」”. 《ORICON NEWS》. oricon ME. 2014년 12월 2일. 2021년 8월 15일에 확인함.
42. ↑  “카미키 류노스케 예력 25년 만에 처음으로 라디오 퍼스널리티! 10.10 심야 생방송”. 닛폰 방송NEWS ONLINE. 2020년 10월 2일. 2021년 8월 15일에 확인함.
43. ↑  “10월 10일(토)은 「카미키 류노스케의 올 나이트 닛폰0 (ZERO)」”. 올 나이트 닛폰.com 닛폰 방송. 2020년 10월 2일. 2021년 8월 15일에 확인함.
44. ↑  “츠츠미 신이치·에이타·카미키가 괴물! 코믹 괴물 역에서 CM 첫 출연”. 《오리콘 스타일》. 2013년 6월 21일. 2013년 6월 23일에 확인함.
45. ↑  “「미츠야 사이다」신 TV CM 광고 캐릭터에 카미키 류노스케 씨, 요시네 교코 씨를 기용!”. 아사히음료. 2017년 3월 16일. 2017년 4월 21일에 원본 문서에서 보존된 문서. 2017년 4월 21일에 확인함.
46. ↑  “「포켓몬 GO」 배우 사토 타케루 씨와 카미키 타카유키가 통하지 않지만 출연하는 신 CM 「2명의 배틀」편 방영이 시작. Web 한정의 오프 쇼트 영상도”. 4Gamer.net. 2019년 1월 11일. 2019년 1월 26일에 확인함.
47. ↑  “카미키 류노스케, 카토 타카코와 낭독 공연 에쿠니 가오리 × 유키노조 모리 시집을 목소리로 연기”. 《ORICON NEWS》 (oricon ME). 2017년 1월 12일. 2017년 1월 12일에 확인함.
48. ↑  “아뮤즈 「핸섬」 올해 첫 시도에서 개최 카미키 류노스케, 요시자와 료, 오제키 유타 등 출연자 & 공연 내용 발표 <HANDSOME FILM FESTIVAL 2017>”. 《모델프레스》. 2017년 8월 9일. 2017년 8월 9일에 확인함.
49. ↑  “카미키 류노스케 「FFXIV 공식 앰배서더」 취임에 감격 「기쁘지만 행복이 부족한 느낌」”. 《WEB더 텔레비전》. KADOKAWA. 2021년 5월 16일. 2021년 6월 27일에 확인함.
50. ↑  “「TOO YOUNG TO DIE!」 나가세 토모야, 카미키 타카유키 카일 밴드 「지고쿠즈」가 CD 데뷔”. 《영화나탈리》 (주식회사 나타샤). 2015년 11월 26일. 2015년 11월 27일에 확인함.
51. ↑  “카미키 류노스케의 Master's Cafe 달인들의 꿈의 실현법”. 매거진 하우스. 2021년 6월 26일에 확인함.
52. ↑  “카미키 류노스케, 사진집 + DVD 북 발매 염원 유럽 로케가 실현”. 《ORICON STYLE》. 2016년 12월 1일. 2016년 12월 1일에 확인함.
53. ↑  “카미키 류노스케 25주년 “기념일 북” 9·25 발매 미야자키 하야오 감독 외 30쌍 이상의 인사가 참석”. 《ORICON NEWS》. oricon ME. 2020년 8월 13일. 2021년 6월 26일에 확인함.
54. ↑  “카미키 류노스케가 감독 데뷔! 오제키 유타와 마츠오카 코다이 등의 참여 핸섬 MV 현장에 잠입”. 《영화나탈리》 (나타샤). 2019년 10월 25일. 2019년 10월 25일에 확인함.
55. ↑  “「서울 드라마 어워즈」 올해 최고의 드라마 & 남녀 배우를 발표!”. K-STYLE. 2015년 9월 11일. 2015년 9월 11일에 확인함.
56. ↑  “제11회 세이유 어워드 : 수상자 발표! 남우주연상·여우주연상은 「너의 이름은.」 주인공 & 히로인의 W 수상, 가창상에 Aqours (아쿠아)”. 《애니메이트 타임스》. 애니메이트. 2017년 3월 18일. 2017년 3월 18일에 확인함.
57. ↑  “카미키 류노스케·요시자와 료·요코하마 류세이·하시모토 칸나 등이 신인상 2020년에 엘란도르상 발표 <수상 목록>”. 《모델프레스》. 2020년 1월 17일. 2020년 1월 17일에 확인함.